# Ricardo Miledi
Ricardo Miledi y Dau (Chihuahua, México, 15 de septiembre de 1927 - Irvine, California, Estados Unidos, 18 de diciembre de 2017) fue un renombrado neurocientífico mexicano.

## Biografía
Estudió la carrera de medicina en la Universidad Nacional Autónoma de México. Sus más grandes contribuciones a las neurociencias son el descubrimiento de que la entrada de calcio en la terminal presináptica es necesaria para producir la liberación de neurotransmisor y el uso de métodos estadísticos para estudiar el `ruido´ de la membrana celular. Mediante un análisis de varianza, Ricardo Miledi y Bernard Katz lograron proveer la primera evidencia de la existencia de los canales iónicos en la sinapsis neuromuscular.
Miledi comenzó su carrera científica en México, y continuó su investigación en diversos laboratorios en Australia, Reino Unido, Italia y Estados Unidos. Fue miembro de la «Royal Society» en Gran Bretaña, de la Academia Nacional de Ciencias en los Estados Unidos, y de la Academia Mexicana de Ciencias. 
El 19 de junio de 1992 fue investido doctor honoris causa por la Universidad del País Vasco - Euskal Herriko Unibertsitatea. Recibió el Premio Príncipe de Asturias en 1999.
Estuvo como Investigador Extraordinario en el Instituto de Neurobiología de la UNAM; en Querétaro, México, y  fue profesor Distinguido de la Universidad de California, Irvine.
El día 12 de abril de 2007 el Dr. Ricardo Miledi recibió el doctorado honoris causa por parte de la Universidad Nacional Autónoma de México, máximo reconocimiento que otorga la casa de estudios.
El 18 de diciembre de 2017, el Dr. Ricardo Miledi falleció en Irvine, California, Estados Unidos.